# Oberweissbach

Oberweissbach/Thüringer Wald (Oberweißbach/Thüringer Wald) est une ville située dans l'arrondissement de Saalfeld-Rudolstadt en Thuringe (Allemagne). Depuis 2019 elle fait partie de la commune et ville de Schwarzatal.

## Géographie
Oberweissbach est une station reconnue se situant dans le parc naturel de la forêt de Thuringe.
Par ailleurs, Oberweissbach est le siège de la communauté d'administration de la région Bergbahn/Schwarzatal regroupant les communes de Cursdorf, Deesbach, Katzhütte, Oberweissbach et Meuselbach-Schwarzmühle.
Familièrement, cette terre est appelée Raanz, en référence à un outil (un sac à dos renforcé) d'apothicaire ambulant contenant des huiles et essences parfumées qui ont fait la renommée de la région du XVIe au XXe siècle.

## Histoire
Le lieu est mentionné pour la première fois en 1370. Le nom désignait un cours d'eau. Avant 1600, c'était un fief des seigneurs de Greußen puis il fut acheté par les princes de Schwarzburg-Rudolstadt. 
Il a été l'un des premiers centres de production d'huiles et d'essences parfumées, devenant au XIXe siècle un centre de soufflerie du verre.
En 1799, 1 030 habitants ont été recensés, 2 081 en 1900. De 1919 à 1923, la ligne de chemin de fer de Oberweißbacher Bergbahn a été construite. En 1932, Oberweissbach obtient le privilège de Stadtrecht. 
Même au temps de la RDA, la production de verre était une des principales activités de la ville. 
Le 1er décembre 2008, la commune de Lichtenhain/Bergbahn est rattachée à la ville de  Oberweissbach/Thüringer Wald.
Le 1er janvier 2019 la ville de Oberweissbach fusionne avec les communes de Mellenbach-Glasbach et Meuselbach-Schwarzmühle, devenant la nouvelle commune et ville de Schwarzatal.

## Personnalités liées à la commune
- Friedrich Fröbel  est un pédagogue allemand né dans la commune.